# Nataša Koroljova
Natalia Vladimirovna Poryvaj (rusky Ната́лия Влади́мировна Порыва́й; * 31. května 1973, Kyjev, Sovětský svaz, dnes Ukrajina), známá pod uměleckým pseudonymem Nataša Koroljova (Наташа Королёва), je ruská populární zpěvačka ukrajinského původu.
Narodila se v muzikální rodině. Byla manželkou Igora Nikolajeva. V srpnu 2003 se provdala za ruského herce Sergeje Gluška. V roce 2004 obdržela titul zasloužilé umělkyně Ruské federace. Je členkou strany Jednotné Rusko.

## Skandály
V březnu 2015 se na webu Super.ru objevily obscénní fotografie a videa soukromého původu, ve kterých se nynější manželé předvádějí. Zastupitel Petrohradského zákonodárného sboru za Jednotné Rusko Vitalij Milonov požadoval zákaz vystupování zpěvačky a odebrání titulu Zasloužilý umělec Ruské federace.